# 짱구는 못말려 극장판: 신혼여행 허리케인 ~사라진 아빠~
《극장판 짱구는 못말려: 신혼여행 허리케인 ~사라진 아빠~》(일본어: クレヨンしんちゃん 新婚旅行ハリケーン ～失われたひろし～)은 일본에서 2019년 4월 19일에 개봉한 짱구는 못말려의 애니메이션 영화 시리즈의 제 27부작이다. 국내에서는 2020년 8월 20일에 개봉했다. 일본에서는 좋은 평가를 받고있지만 한국에서는 코로나바이러스로 흥행에 실패했다.

## 줄거리
가족동반 허니문 이벤트로 호주에 해외여행을 오게 된 노하라 일가. 그런데 즐거운 여행도 잠시, 곧 히로시가 의문의 괴한들에게 납치당하는 일이 벌어졌고 괴한들에 정체는 마스크족이었다. 이를 알게 된 미사에는 때마침 괴한들한테 쫓기고있던 인디아나 준코를 만나 함께 두 아이들과 남편을 쫓아가기 시작한다.

## 등장인물/성우
- 노하라 신노스케 / 신짱구 역 : 코바야시 유미코 / 박영남
- 노하라 미사에 / 봉미선 역 : 나라하시 미키 / 강희선
- 노하라 히로시 / 신영식 역 : 모리카와 토시유키 / 김환진
- 노하라 히마와리 / 신짱아 역 : 코오로기 사토미 / 여민정
- 시로 / 흰둥이 역 : 마시바 마리 / 정유미
- 카자마 토오루 / 김철수 역 : 마시바 마리 / 여민정
- 사쿠라다 네네 / 한유리 역 : 하야시 타마오 / 정유미
- 사토 마사오 / 이훈이 역 : 이치류사이 테이유우 / 정혜옥
- 보오 / 맹구 역 : 사토 치에 / 강희선
- 인디아나 준코 / 인디아나 역 : 키나미 하루카 / 박신희
- 그레이트 피겔 : 긴가 반죠 / 강성우
- 불도저 조니 : 오오츠카 아키오 / 홍승효
- 라이더스 : 타카세 아키미츠
- 카모후라 : 사노 야스유키
- 이케멘 : 시마자키 노부나가 / 김다올
- 호버크라 : 키무라 마사후미
- 괴력 : 고토 코우스케
- 가면족 족장 : 오오츠카 호츄 / 이인성
- 장수풍뎅이 가면 : 쿠스미 나오미 / 홍승효
- 가면족 공주 : 유우키 아오이 / 박시윤
- 피로시 / 뿅식이 역 : 미야타 코우키 / 강성우
- 가오 코스기 / 머뤼 라이언 역 : 와타나베 쿠미코 / 서혜정

## 스태프
감독은 하시모토 마사카즈로서 전전작 습격!! 외계인 덩덩이의 감독으로, 2년만에 크레용 신짱 극장판 감독을 다시 맡게 되었다.

## 같이 보기
- 짱구는 못말려 (영화 시리즈)